# Le Fleuve de la mort (film, 1986)
Pour les articles homonymes, voir Le Fleuve de la mort.
Pour plus de détails, voir Fiche technique et Distribution.
Le Fleuve de la mort est un film dramatique américain réalisé par Tim Hunter, sorti en 1986.
Écrit par Neal Jimenez et interprété par Crispin Glover, Keanu Reeves, Ione Skye, Daniel Roebuck, et Dennis Hopper, le film a reçu la récompense du Independent Spirit Award du meilleur film en 1986.

## Synopsis
Un groupe d'amis au lycée découvrent qu'un tueur est parmi eux. L'un d'eux, John, a assassiné une de leurs amies, Jamie. Il se vante à qui veut l'entendre à l'école de l'avoir tuée, mais quand ils découvrent qu'il dit la vérité, leurs réactions varient. Layne, le chef autoproclamé du groupe, préfère garder le secret afin de couvrir John, tandis que le reste du groupe (Matt, Clarissa, Maggie et Tony) envisage d'aller à la police.

## Distribution
- Crispin Glover (VF : Arnaud Arbessier) : Layne
- Keanu Reeves (VF :  Jean-Pierre Michaël) : Matt
- Ione Skye (VF : Laura Préjean) : Clarissa (Ione Skye Leitch)
- Daniel Roebuck (VF  : Denis Laustriat) : Samson 'John' Tollet
- Dennis Hopper (VF : Michel Bedetti) : Feck
- Joshua John Miller (VF : Brigitte Lecordier) : Tim (Joshua Miller)
- Roxana Zal : Maggie
- Josh Richman (VF : Hervé Rey) : Tony
- Phillip Brock : Mike
- Tom Bower (VF : Thierry Mercier) : Bennett
- Constance Forslund : Madeleine
- Leo Rossi (VF : Olivier Destrez) : Jim
- Jim Metzler (VF : Jean-Pierre Leroux) : M. Burkewaite
- Tammy Smith : Kim
- Danyi Deats : Jamie

## Fait vécu
Bien que le scénario soit une fiction, il s'inspire de l'assassinat de Marcy Renee Conrad, le 3 novembre 1981, violée et étranglée par Anthony Jacques Broussard à Milpitas, en Californie,.
Broussard s'est vanté du crime, montrant le corps à au moins dix personnes différentes; malgré cela, le crime n'a pas été signalé avant deux jours.
Neal Jimenez lut l'histoire dans un journal en visitant des amis. Il en écrivit un script et le montra à son professeur à l'Université de Santa Clara. Jimenez déclara que "l'incident fut simplement l'inspiration pour le scénario".